# Sybra tamborensis
Sybra tamborensis là một loài bọ cánh cứng trong họ Cerambycidae.